# 結婚式のキセキ
結婚式のキセキ（けっこんしきのきせき）は日本の複数の地域で放送されていたミニ番組である。放送されていた地域やテレビ局の系列も様々となっている（詳しくは放送局一覧を参照）。この番組は番組販売という形式で放送されていたミニ番組。
この番組はテイクアンドギヴ・ニーズ（「～迎賓館」という結婚式場を展開、以下T&G）の一社提供番組。よって、放送される地域はT&Gが展開する結婚式場がある地域に限られる。なお、デジタル放送･ワンセグでは「額縁」放送となる。
元々は宮城県で展開されている「アーカンジェル迎賓館」「アーセンティア迎賓館(2011年閉館)」の当時ハウスウエディングという新しいスタイルの結婚式を紹介するために作られた番組。
完全貸切タイプの式場の紹介や、見学から結婚式当日まで1人のウエディングプランナーが担当する一顧客一担当制の紹介、これまで画一角的だった結婚式ではなく「自分達のオリジナルで進行や演出が決められる」といった内容を放送していた。
現在、T&Gによって同名のサイトが運営されており、同社の式場で起こった様々な愛と感動のエピソードが紹介されている。

## 放送概要
- T&Gの結婚式場で実際に行われた結婚式の映像をBGMに乗せながら紹介。様々な演出や感動の演出など見ているだけで幸せになれるのがこの番組のセールスポイント。
- 「プロポーズ編」や「出会い編」など新郎新婦がどのように結婚までに辿り着いたか節目ごとの言葉も紹介される。
- 本編終了後、T&Gの結婚式場のCMが放送される。また、ホームページでは過去の放送分も動画で見られる。

## テーマ曲
- 『Little Miracles』S.E.N.S.（BMG JAPAN）（37th Album「HOTEL ASIA」所収）

※本編終了後のT&Gの結婚式場のCMでのBGMとしては『Little Miracles～Reverie』（38th Album「休み時間」所収）

## ネット局・各地の放送時間
| 放送地域       | 放送局              | 系列                                       | 放送日時                 | 放送地域内にあるT&Gの結婚式場 |
| -------------- | ------------------- | ------------------------------------------ | ------------------------ | --- |
| 宮城県         | 仙台放送（OX）      | フジテレビ系列                             | 月曜 21時54分 - 22時00分 | アーカンジェル迎賓館（仙台市青葉区） アーセンティア迎賓館（富谷市） |
| 福島県         | 福島テレビ（FTV）   | フジテレビ系列                             | 火曜 22時54分 - 23時00分 | アーククラブ迎賓館（郡山市） |
| 富山県         | 富山テレビ（BBT）   | フジテレビ系列                             | 月曜 19時54分 - 20時00分 | アーヴェリール迎賓館（富山市） |
| 石川県         | テレビ金沢（KTK）   | 日本テレビ系列                             | 月曜 21時54分 - 22時00分 | アーククラブ迎賓館（金沢市） |
| 長野県         | テレビ信州（TSB）   | 日本テレビ系列                             | 火曜 21時54分 - 22時00分 | ガーデンヒルズ迎賓館（長野市・松本市） |
| 静岡県         | 静岡放送（SBS）     | TBS系列                                    | 火曜 21時54分 - 22時00分 | アクアガーデン迎賓館（沼津市） ベイサイド迎賓館（静岡市駿河区） アーセンティア迎賓館（静岡市駿河区・浜松市中区（現：中央区））                                                         |
| 中京広域圏     | 東海テレビ（THK）   | フジテレビ系列                             | 火曜 21時54分 - 22時00分 | アーカンジェル迎賓館（名古屋市東区） アーヴェリール迎賓館（名古屋市昭和区） アクアガーデン迎賓館（愛知県岡崎市） アーフェリーク迎賓館（岐阜市） ガーデンクラブ迎賓館（三重県四日市市） |
| 岡山県・香川県 | 瀬戸内海放送（KSB） | テレビ朝日系列                             | 土曜 23時54分 - 24時00分 | アーヴェリール迎賓館（岡山市･高松市） |
| 広島県         | 中国放送（RCC）     | TBS系列                                    | 日曜 21時54分 - 22時00分 | アーククラブ迎賓館（広島市西区･福山市） |
| 愛媛県         | テレビ愛媛（EBC）   | フジテレビ系列                             | 火曜 22時54分 - 23時00分 | ベイサイド迎賓館（松山市） |
| 福岡県         | RKB毎日放送（rkb）  | TBS系列                                    | 日曜 22時54分 - 23時00分 | アーカンジェル迎賓館（福岡市南区） アーフェリーク迎賓館（福岡市博多区･北九州市小倉北区）                                                                                               |
| 長崎県         | テレビ長崎（KTN）   | フジテレビ系列                             | 火曜 22時54分 - 23時00分 | ベイサイド迎賓館（長崎市） |
| 熊本県         | 熊本朝日放送（KAB） | テレビ朝日系列                             | 金曜 19時54分 - 20時00分 | アーフェリーク迎賓館（熊本市） |
| 大分県         | テレビ大分（TOS）   | フジテレビ系列 日本テレビ系列 クロスネット | 日曜 22時56分 - 23時00分 | ガーデンヒルズ迎賓館（大分市） |
| 鹿児島県       | 南日本放送（MBC）   | TBS系列                                    | 日曜 22時54分 - 23時00分 | ベイサイド迎賓館（鹿児島市） |